# Hoplunnis
Hoplunnis – rodzaj ryb promieniopłetwych z rodziny Nettastomatidae.

## Rozmieszczenie geograficzne
Do rodzaju należą gatunki występujące w wodach zachodniego i wschodniego Oceanu Atlantyckiego oraz wschodniego Oceanu Spokojnego.

## Morfologia
Długość ciała do 125 cm; brak danych dotyczących masy ciała.

## Systematyka
Rodzaj zdefiniował w 1859 roku niemiecki paleontolog i przyrodnik Johann Jakob Kaup w artykule poświęconym nowym rybom węgorzokształtnym ze zbiorów Muzeum w Hamburgu, opublikowanym w czasopiśmie Abhandlungen aus dem Gebiete der Naturwissenschaften herausgegeben vom Naturwissenschaftlichen Verein in Hamburg. Gatunkiem typowym jest (oznaczenie monotypowe) H. schmidti.

### Etymologia
Hoplunnis: gr. ὁπλον hoplon ‘zbroja’; ὑνις hunis ‘lemiesz’.

### Podział systematyczny
Do rodzaju należą następujące gatunki:
- Hoplunnis diomediana Goode & Bean, 1896
- Hoplunnis macrura Ginsburg, 1951
- Hoplunnis megista Smith & Kanazawa, 1989
- Hoplunnis pacifica Lane & Stewart, 1968
- Hoplunnis punctata Regan, 1915
- Hoplunnis schmidti Kaup, 1859
- Hoplunnis sicarius (Garman, 1899)
- Hoplunnis similis Smith, 1989
- Hoplunnis tenuis Ginsburg, 1951